# Aegyptobia salicicola
Aegyptobia salicicola är en spindeldjursart som beskrevs av Al-Gboory 1987. Aegyptobia salicicola ingår i släktet Aegyptobia och familjen Tenuipalpidae. Inga underarter finns listade i Catalogue of Life.